# تیم ملی فوتسال استونی
تیم ملی فوتسال استونی  نماینده استونی در مسابقات بین‌المللی فوتسال است. این تیم در سال ۲۰۰۷ تشکیل‌شد و زیر نظر اتحادیه فوتبال استونی می‌باشد.